# Nueva Londres
Nueva Londres este un oraș din departamentul Caaguazú, Paraguay.